# Sitaram Kesri
Sitaram Kesri (* November 1919 in Danapur, Patna, Bihar; † 24. Oktober 2000 in Delhi) war ein indischer Politiker des Indischen Nationalkongresses (INC), dessen Präsident er von 1996 bis 1998 war.

## Biografie

### Abgeordneter und Minister
Kesri war nach dem Schulbesuch in seiner Geburtsstadt als Sozialarbeiter tätig und trat bereits als 13-Jähriger 1932 in die Nationalbewegung ein. Er nahm 1942 aktiv als Mitglied in der „Quit India“-Bewegung von Mohandas Karamchand Gandhi teil und wurde deshalb mehrfach verhaftet.
Bei den Wahlen 1967 wurde er zum Abgeordneten des Unterhauses (Lok Sabha) gewählt und gehörte diesem während der 4. Legislaturperiode zwischen 1967 und 1971 als Vertreter für den Wahlkreis Katihar an. Im Anschluss wurde er im Juli 1971 Mitglied im Oberhaus (Rajya Sabha) und vertrat in diesem nach seinen Wiederwahlen im April 1974 und Juli 1980 bis zum Juli 1986 den Bundesstaat Bihar. Daneben wurde er 1973 Präsident der INC im Bundesstaat Bihar.
1980 wurde er darüber hinaus zum Schatzmeister des Indischen Nationalkongresses gewählt und bekleidete dieses Amt 16 Jahre lang unter den Parteipräsidenten Indira Gandhi, Rajiv Gandhi und P. V. Narasimha Rao bis 1996. Während dieser Zeit war er ebenso mehrfach Minister, als die Parteivorsitzenden Premierminister Indiens waren, wie als Minister für Parlamentsangelegenheiten sowie 1993 als Wohlfahrtsminister. Während dieser Zeit entstand ein umfangreicher Bericht über Menschen mit Behinderung.
Im April 1988 wurde Kesri wiederum Mitglied in der Rajya Sabha und vertrat dort nach einer Wiederwahl den Bundesstaat Bihar bis April 2000.

### Präsident der Kongresspartei
Nach dem erzwungenen Rücktritt von P.V. Narasimha Rao als Parteipräsident wurde Kesri im September 1996 dessen Nachfolger und behielt diese Funktion bis zu seiner Ablösung durch Sonia Gandhi im März 1998. Am 3. Januar 1997 wurde er offiziell Präsident des INC.
Seine Amtszeit als Parteipräsident war geprägt durch den fehlenden Rückhalt bei der Parteibasis und führte zu einer weiteren Spaltung innerhalb des INC. Die kontroverseste Situation entstand als er die Unterstützung für die Regierung von Premierminister H. D. Deve Gowda zurückzog und dies zum Sturz der Regierung der United Front im April 1997 führte. Dennoch kam es kurz darauf zu einem Kompromiss mit der Wahl des Kandidaten der Janata Dal, Inder Kumar Gujral, zum Premierminister, der wiederum die Unterstützung der Kongresspartei erhielt.
Im Juni 1997 wurde er zum Präsidenten des INC gewählt und konnte sich gegen seine beiden Gegenkandidaten Sharad Pawar und Rajesh Pilot durchsetzen.
In der ersten Novemberwoche 1997 erschienen Teile des Berichts der Jain-Kommission zur Untersuchung der Verschwörungsvorwürfe bei dem Attentat auf Rajiv Gandhi in der Presse. Darin wurde berichtet, dass die Jain-Kommission der Partei Dravid Munnetra Kazhagam (DMK) Beziehungen zur an der Ermordung Gandhis beteiligten Organisation Liberation Tigers of Tamil Eelam (LTTE) vorwarf. Die DMK war Teil der Regierungskoalition der United Front und stellte drei Minister im Kabinett Gujral. Die Kongresspartei verlangte daraufhin die Entlassung dieser drei Minister, woraufhin zwischen dem 20. November und dem 28. November 1997 ein Briefwechsel zwischen Kesri und Premierminister Gujral stattfand. Letztlich lehnte der Premierminister die Entlassung der Minister ab, so dass der INC schließlich am 28. November 1997 der Regierung Gujral ihre Unterstützung entzog. Als im Anschluss keine Bildung einer tragfähigen Regierung zustande kam, wurde die Lok Sabha aufgelöst und dadurch der Weg für vorgezogene Neuwahlen eröffnet.
Allerdings war die Kongresspartei nicht umfassend auf diese vorgezogenen Neuwahlen vorbereitet, so dass mehrere führende Politiker des INC wie Rangarajan Kumaramangalam und Aslam Sherkhan öffentlich ihren Unmut zur Führung Kesris äußerten und aus der Kongresspartei austraten. Kurz darauf wurde Sonia Gandhi anstelle Kesris Spitzenkandidatin für den bevorstehenden Wahlkampf. Obwohl sie auf ihren Wahlkampfveranstaltungen große Menschenmengen anzog, konnte Sonia Gandhi die Wahlen allerdings nicht gewinnen. In dem durch zahlreiche Bombenattentate gekennzeichneten Wahlen erreichte der INC nur 140 der 552 Parlamentssitze.
Nach der Wahlniederlage wurde Kesri im März 1998 vom Arbeitsausschuss der Kongresspartei als Parteipräsident abgewählt und Sonia Gandhi stattdessen zur Parteipräsidentin ernannt. Aufgrund der langjährigen Verdienste berief ihn Gandhi jedoch zum Mitglied des Arbeitsausschusses der Partei auf Lebenszeit.
Allerdings kam es am 19. Mai 1999 zu einem weiteren Konflikt als Kesri mit anderen Mitgliedern des Arbeitsausschusses in der Parteizentrale festgehalten wurde, nachdem es zu einer weiteren Spaltung des INC und der Gründung der Nationalist Congress Party durch Sharad Pawar, Purno Agitok Sangma und Tariq Anwar gekommen war. Nach diesem Vorfall spielte Kesri keine herausragende politische Rolle mehr und er wurde letztlich auch nicht wieder als Kandidat des INC bei den Wahlen zur Rajya Sabha im April 2000 nominiert.